# Vasino Malabayla
Vasino I Malabaila o Evasino (Asti, ... – Asti, 1495) è stato un vescovo cattolico italiano.
È stato vescovo di Asti dal 6 agosto 1473 al 1475.

## Biografia
Discendente della nobile famiglia Malabayla, Vasino era il terzo vescovo della famiglia dopo Baldracco (1348 - 1354) e Giovanni (1354 - 1373).
Il suo episcopato fu molto breve, ma si prodigò per terminare la cattedrale di Asti. Lasciò un cospicuo lascito affinché fossero ultimati gli stalli del coro eseguiti dal De Surso di Pavia nel presbiterio.
Vasino visse nel periodo in cui si prese piede in Asti l'Osservanza, un movimento spirituale caratterizzato dalla necessità di instaurare una ferma disciplina ecclesiastica, affiancata dalla conoscenza ed osservanza delle norme sinodali.
Rinunciò alla diocesi nel 1475.

## Sinodi diocesani
- 1474